# 호리미야
《호리 양과 미야무라 군》(일본어: 堀さんと宮村くん 호리산토 미야무라쿤[*])은 HERO의 만화 작품이다. 2007년 2월부터 HERO의 웹사이트 '독카이아헨'에 공개되었고, 본편 종료 후에는 '오마케'가 부정기 연재되었다.
'여러가지 우정·연애의 형태를 허락할 수 있는 분 추천'으로 되어, 동성에 마음을 담는 캐릭터 등도 등장하지만, 기본적으로는 고교생의 일상을 그린 것이다. 2008년부터는 풀 컬러화 및 신작을 수록한 뒤에 단행본이 스퀘어 에닉스로부터 출판되었고 그 후 오마케가 간행되었다. 또한 같은 출판사의 《월간 G 판타지》에서 하기와라 다이스케가 《호리 양과 미야무라 군》을 새롭게 구성한 만화인 《호리미야》(일본어: ホリミヤ 호리미야[*])가 2011년 11월호부터 2021년 4월호까지 연재되었다. 2021년 3월 시점에서 시리즈 누계 발행 부수는 700만 부를 돌파했다.

## 줄거리
가타기리 고등학교에 다니는 호리 쿄코는, 겉모습과는 달리 성적이 우수하고 집안일을 하며 동생을 돌보는 가정적인 고교생이다. 어느 날 부상을 입은 동생 소타를 낯선 피어싱 남자가 데려왔다. 그 정체는 같은 반의 음침한 남학생 미야무라 이즈미였다. 그의 학교와의 다른 모습에 호리는 당황지만, 낯을 가리는 소타가 그리워하는 것이 계기가 되어 미야무라는 자주 호리의 집을 방문하게 된다.

## 등장인물
성우 항의 성우는 원작 OVA판/호리미야 TVA판. 1명만 적혀있을 경우 호리미야 TVA판. 배우는 실사 드라마의 배우.
호리 쿄코(堀 京子)
성우 - 세토 아사미/토마츠 하루카
배우 - 쿠보타 사유, 스와 유이(어린 시절)
3월 25일생. 163cm. 3학년 1반 재적. 부모님의 맞벌이로 집에서 가사를 해내, 놀 시간이 적다는 것을 슬퍼하는 보통 여고생. 학교에서는 성적 우수하고 쾌활한 인기인. 미야무라에 대해서는 이름과 대략적인 외모밖에 몰랐지만, 점차 호의를 가진다. 가슴이 작다는 것을 매우 신경쓰고 있다.
미야무라 이즈미(宮村 伊澄)
성우 - 마츠오카 요시츠구/우치야마 코우키
배우 - 스즈카 오지, 吉田隼(어린 시절)
4월 17일생. 169cm. 호리 반의 클래스메이트. 학교에서 안경을 끼고 혼자 지내며 음침해보인다. 눈에 띄고 싶지 않다는 이유로 학교에서는 수수하게 행동한다. 쿄코와의 만남을 계기로 바꾸기 시작한다. 학교 밖에서는 펑크 스타일의 외모와 양쪽 귀와 입술에 피어싱을 했고 문신을 했다. 귀 피어싱을 가리려고 머리를 길렀으나 애니메이션 6화 이후부터는 머리를 자른 채로 나온다. 그리고 문신이 있기 때문에 여름에도 윗옷은 긴팔 셔츠다.
이시카와 토오루(石川 遂)
성우 - 호소야 요시마사/야마시타 세이이치로
배우 - 스즈키 진
10월 1일생 174cm. 호리와 미야무라의 클래스메이트이자 친구. 한동안 호리를 좋아했고 미야무라 주변에서 어색함을 느꼈다. 그러나 호리가 이시카와를 거절한 후 두 사람이 점점 더 많은 시간을 함께 보내고 있다는 것을 알았을 때 이러한 감정을 버리고 미야무라와 친구가 된다. 미야무라에게는 클래스에서 최초의 남자인 친구이며 그의 문신을 아는 몇 안되는 인물이다.
요시카와 유키(吉川 由紀)
성우 - 우에다 카나/코자카이 유리에
배우 - 오카모토 리온
7월 22일생. 161cm. 3학년 1반 재적. 호리와 이시카와와 사이가 좋고, 미야무라와도 곧바로 친해진다. 호리와 미야무라의 관계가 잘 알려져 있지 않았을 무렵, 호리가에 출입하고 있던 미야무라와 만나, '호리의 사촌'이라고 착각한 채 동경하고 있던 시기가 있다. 야나기로부터 고백받았을때에는 이시카와가 연인이라고 하는 것으로 거절해 현재도 '사귀고 있는 것으로 되어 있다'가, 이시카와에 대해서는 복잡한 감정을 가지고 있다.
센고쿠 카케루(仙石 翊)
성우 - 시마자키 노부나가/오카모토 노부히코, 코이치 마코토(어린 시절)
배우 - 오노데라 아키라
5월 9일생. 170cm. 3학년 3반 재적. 호리의 소꿉친구이자 키타기리 고등학교의 학생회장. 육체적으로 약하지만 강한 의지를 키울 수 있었다. 레미의 남자친구다.
마른 체형을 신경쓰고 있으며, 마찬가지로 마른 형태의 미야무라와는 묘한 결속이 있다. 겹쳐 입고 체형을 속이고 있기 때문에 여름에도 셔츠 한 장이 될 수 없다. 수영 수업에서는 수영복을 입는 것을 거부할 만큼, 미야무라와 함께 야스다에게 직담판해 견학할 정도다.
아야사키 레미(綾崎 レミ)
성우 - 하세가와 아키코/M.A.O
배우 - 마쉬 아야
6월 6일생. 158cm. 3학년 5반 재적. 카타기리 고등학교 학생회 임원. 귀여운 표정으로 남자에게 인기다. 향상심은 있지만 요령이 나쁘고, 학생회에서의 작업을 비롯해, 공부나 조리 실습도 약하다.
코노 사쿠라(河野 桜)
성우 - 노무라 유이/콘도 레이나
배우 - 사쿠라
1월 20일생. 163cm. 3학년 5반 재적. 카타기리 고등학교 학생회 위원. 센고쿠와 아야자키와 사이가 좋고, 함께 있는 경우가 많다. 수줍음이 많지만 토오루에게 호감을 가진다.
이우라 슈(井浦 秀)
성우 - 시모노 히로/야마시타 다이키
배우 - 소다 료스케
2월 7일생. 172cm. 3학년 2반 재적. 이시카와와 어릴 적부터 사이가 좋고, 초등학교와 중학교도 같다. 밝고 천진난만하고 엄청난 활발함으로 북돋워 역에 철저히 하는 것이 많지만, 시끄럽다고 듣거나 무시 동연의 일방통행이 되는 경우도 많다.
야나기 아카네(柳 明音)
성우 - 후쿠야마 준
12월 28일생. 168cm. 3학년 5반 재적. 요시카와에게 고백한, 호리의 동급생. 남자 중에서는 특히 얼굴이 좋고, 요시카와 등에게 '고급 식재료'라고 칭해지고 있다.
와타베 이치로(渡部 一郎)
성우 - 이치카와 아오이
9월 4일생. 170cm. 호리와 미야무라의 클래스메이트. 미야무라에게 이상한 흥미를 가지고 있다.
미조우치 타이키(溝内 大樹)
성우 - 이시야 하루키
배우 - 오쿠무라 코키
8월 24일생. 174cm. 호리와 미야무라의 클래스메이트. 호리에게 호의를 가지고 있지만, 미야무라가 호리와 친한 것을 알고 미야무라를 싫어하게 된다.
사와다 호노카(沢田 ほのか)
성우 - 이모토 케이/아사쿠라 모모
12월 31일생. 150cm. 학년은 호리의 하나 아래. 호리에게 호의를 품고 호리의 집에 자주 방문해 미야무라가 적시하는 존재다.
테라지마 레이코(寺島 玲子)
성우 - 오리카사 아이/사토 하나
화학 교사로, 호리의 반의 담임. 성실하지만 가끔 부정적인 추억을 꺼낸다.
야스다 신(安田 真)
성우 - 스기타 토모카즈/츠다 켄지로
영어 교사. 여고생와 빈유를 좋아하며, 일이 있을 때마다 센고쿠와 아야사키가 헤어지도록 하려고 한다. '아야사키의 얼굴과 호리의 가슴이 붙으면 최강'이라고 말해 센고쿠와 테라지마에게 적대시 되고 있다. 수업의 진행 방법은 능숙하고, 꽃미남으로 여자로부터의 인기는 높지만, 남자와도 잘 얽힌다.
사사키 마사무네(笹木 正宗)
성우 - 하타노 와타루
체육 교사.
신도 코이치(進藤 晃一)
성우 - 콘도 타카시/야시로 타쿠
배우 - 이노우에 유키
4월 2일생. 173cm. 미야무라와 중학교 시절의 동급생. 흡연 등의 원인으로 유급했기 때문에(TV 애니메이션판에서는 출석 일수가 부족한 것이 이유), 현재는 학년이 하나 다르지만 학력은 우수.중학교 때 말을 건 이후 주위에 무시당했던 미야무라를 상대하게 되어 절친한 친구를 자부하고 있지만 미야무라로부터는 사악하게 취급받고 있다.
이치죠 치카(一条 千佳)
성우 - 사토 아미나/센본기 사야카
9월 26일생. 154cm. 교제를 신청받고 즉시 OK했다고 하는 신도의 여자친구.
타니하라 마키오(谷原 マキオ)
성우 - 이시다 아키라/치바 쇼야
배우 - 타케이시 켄
4월 16일생. 168cm. 미야무라나 신도와는 중학시절 동급생.중학교 때부터 미야무라를 무시하는 등 괴롭혔지만, 그 일에 대한 감정을 어딘가에서 느끼고 있었다.
이우라 모코토(井浦 基子)
성우 - 카네모토 히사코
5월 14일생. 154cm. 슈의 여동생. 집에서 조용한 오빠를 어두운 타입이라고 생각하고 있다.
호리 소타(堀 創太)
성우 - 코바야시 유미코/테라사키 유카
배우 - 타카기 하루
호리의 남동생. 걸려 넘어져 코피를 흘린 후 미야무라는 소타를 집으로 데려오고 소타는 누나에게 미야무라를 다시 초대해달라고 요청한다. 이것이 계기가 되어 미야무라가 호리와 어울리게 된다.
오쿠야마 유우나(奥山 有菜)
성우 - 아스미 카나/코가 아오이
소타의 소꿉친구. 소타를 통한 고교생과의 교제가 기인하는지, 매우 어른스러운 성격. 쿄코의 성격에 영향을 받고 쿄코를 '언니'라고 부른다.
호리 쿄스케(堀 京介)
성우 - 히라타 히로아키/오노 다이스케
배우 - 키무라 료
쿄코와 소타의 아버지. 한때 별거하고 있었지만, 집에 돌아왔다. 가족에게 '언제까지 있는 거야'라는 소리를 들을 때가 많다. 머리카락은 소타와 같은 회색으로 눈이 가려질 정도로 길게 늘어져있다.
호리 유리코(堀 百合子)
성우 - 이토 마키/카야노 아이
배우 - 카와이 아오바
쿄코와 소타의 어머니. 결혼 전 성은 코야나기. 쿄스케의 고등학교 선배다.
센고쿠 타케루(仙石 武)
성우 - 나미카와 다이스케
카케루의 아버지. 전 학생 회장으로, 유리코와는 동급생. 쿄스케는 후배에 해당한다.
센고쿠 코즈에(仙石 こずえ)
카케루의 어머니. 결혼 전 성은 오가타.
미야무라 나오즈미(宮村 直澄)
이즈미의 아버지.
미야무라 이오리(宮村 伊織)
성우 - 오하라 사야카
이즈미의 어머니.
요시카와 미키(吉川 美紀)
성우 - 타네자키 아츠미
요시카와 유키의 언니.
키타하라 아오이(北原 葵)
성우 - 아마사키 코헤이
모토코의 동급생. 모토코의 집을 방문했을 때 모조도를 짓는 슈를 보고 무언가에 눈을 떴다.
타니하라 요우지(谷原 ヨウジ)
성우 - 히로세 유야
마키오의 형. 자칭 '프리터', 마키오 왈 '니트'. 미야무라가 타니하라 집을 방문했을 때 따라온 호리를 '미야무라'로 착각하고 동생과의 사이를 응원하고 있다.
야시로 카요(矢代 加世)
성우 - 유즈키 료카
176cm. 이시카와 가의 가사도우미.

## 서지 정보

### 만화
- HERO 《호리 양과 미야무라 군》 스퀘어 에닉스 〈간간 코믹스〉, 전 10권
  1. 2008년 10월 22일 발매[11], ISBN 978-4-7575-2419-4
  2. 2009년 2월 21일 발매[12], ISBN 978-4-7575-2495-8
  3. 2009년 7월 22일 발매[13], ISBN 978-4-7575-2609-9
  4. 2009년 11월 21일 발매[14], ISBN 978-4-7575-2724-9
  5. 2010년 2월 22일 발매[15], ISBN 978-4-7575-2797-3
  6. 2010년 5월 22일 발매[16], ISBN 978-4-7575-2875-8
  7. 2010년 10월 22일 발매[17], ISBN 978-4-7575-3025-6
  8. 2011년 1월 22일 발매[18], ISBN 978-4-7575-3121-5
  9. 2011년 5월 21일 발매[19], ISBN 978-4-7575-3198-7
  10. 2011년 12월 22일 발매[20], ISBN 978-4-7575-3440-7
- HERO 《호리 양과 미야무라 군 오마케》 스퀘어 에닉스 〈간간 코믹스 ONLINE〉, 전 15권
  1. 2012년 7월 21일 발매[21], ISBN 978-4-7575-3670-8
  2. 2012년 11월 27일 발매[22], ISBN 978-4-7575-3783-5
  3. 2013년 4월 27일 발매[23], ISBN 978-4-7575-3952-5
  4. 2013년 10월 26일 발매[24], ISBN 978-4-7575-4108-5
  5. 2014년 4월 26일 발매[25], ISBN 978-4-7575-4202-0
  6. 2014년 10월 27일 발매[26], ISBN 978-4-7575-4452-9
  7. 2015년 5월 27일 발매[27], ISBN 978-4-7575-4659-2
  8. 2015년 11월 27일 발매[28], ISBN 978-4-7575-4815-2
  9. 2016년 5월 27일 발매[29], ISBN 978-4-7575-4946-3
  10. 2017년 8월 26일 발매[30], ISBN 978-4-7575-5169-5
  11. 2018년 5월 26일 발매[31], ISBN 978-4-7575-5738-3
  12. 2019년 2월 27일 발매[32], ISBN 978-4-7575-6037-6
  13. 2019년 12월 27일 발매[33], ISBN 978-4-7575-6453-4
  14. 2020년 9월 18일 발매[34], ISBN 978-4-7575-6863-1
  15. 2021년 7월 16일 발매[35], ISBN 978-4-7575-7374-1
- HERO(원작)/하기와라 다이스케(작화) 《호리미야》 스퀘어 에닉스 〈G 판타지 코믹스〉, 전 17권
  1. 2012년 3월 27일 발매[36], ISBN 978-4-7575-3543-5
  2. 2012년 11월 27일 발매[37], ISBN 978-4-7575-3806-1
  3. 2013년 4월 27일 발매[38], ISBN 978-4-7575-3951-8
  4. 2013년 10월 26일 발매[39], ISBN 978-4-7575-4107-8
  5. 2014년 4월 26일 발매[40], ISBN 978-4-7575-4297-6
  6. 2014년 10월 27일 발매[41], ISBN 978-4-7575-4325-6
  7. 2015년 5월 27일 발매[42], ISBN 978-4-7575-4658-5
  8. 2015년 11월 27일 발매[43], ISBN 978-4-7575-4814-5
  9. 2016년 5월 27일 발매[44], ISBN 978-4-7575-4998-2
  10. 2016년 11월 26일 발매[45], ISBN 978-4-7575-5167-1
  11. 2017년 8월 26일 발매[46], ISBN 978-4-7575-5460-3
  12. 2018년 5월 26일 발매[47], ISBN 978-4-7575-5731-4
  13. 2019년 2월 27일 발매[48], ISBN 978-4-7575-6032-1
  14. 2019년 12월 27일 발매[49], ISBN 978-4-7575-6452-7
  15. 2020년 9월 18일 발매[50], ISBN 978-4-7575-6848-8
  16. 2021년 7월 16일 발매[51], ISBN 978-4-7575-7282-9
  17. 2023년 7월 18일 발매[52][53], ISBN 978-4-7575-8634-5
    - 특장판 메모리얼북 bonus track(같은 날 발매[54][53]), ISBN 978-4-7575-8635-2

### 관련 서적
- 《호리미야 화집 졸업 앨범》 2021년 7월 16일 발매[55], ISBN 978-4-7575-7282-9

## OVA
2012년 4월 16일 제작이 발표되었고, 같은 해 10월 5일 제1권 발매를 시작으로 부정기적으로 제작·발매되고 있다. 제1권 감독 나츠메 신고는 본작이 첫 감독 작품이다. 덧붙여 제작 회사인 OOZ는 작가인 HERO가 2020년 현재 소속된 그래픽 디자인 회사로, 본작은 사실상의(대형 출판사나 영상 관련 기업의 기획이 아닌) 인디에 의한 자주 제작이 된다.

### 스태프
|                                 | 제1권                          | 제2권                          | 제3권                                     | 제4권                               | 제5권                               | 제6권                               |
| ------------------------------- | ------------------------------ | ------------------------------ | ----------------------------------------- | ----------------------------------- | ----------------------------------- | ----------------------------------- |
| 원작                            | HERO                           | HERO                           | HERO                                      | HERO                                | HERO                                | HERO                                |
| 감독                            | 나츠메 신고                    | 카와하타 에루킨                | 히라가와 테츠오                           | 아이우라 카즈야                     | 아이우라 카즈야                     | 아이우라 카즈야                     |
| 시리즈 구성·각본                | 아야나 유니코                  | 아야나 유니코                  | 아야나 유니코                             | 아야나 유니코                       | 아야나 유니코                       | 아야나 유니코                       |
| 그림 콘티                       |                                |                                |                                           | 니시모리 아키라                     | 콘 치아키                           | 아이우라 카즈야                     |
| 연출                            |                                |                                |                                           | 사사키 스미토(협력)                 | 아이우라 카즈야 토바 아키라(협력)   | 아이우라 카즈야                     |
| 캐릭터 디자인                   | 쿠츠나 켄이치                  | 쿠츠나 켄이치                  | 쿠츠나 켄이치                             | 쿠츠나 켄이치                       | 쿠츠나 켄이치                       | 쿠츠나 켄이치                       |
| 캐릭터 디자인                   |                                |                                | 카토 후미                                 |                                     |                                     |                                     |
| 총작화 감독                     |                                |                                | 쿠즈나 켄이치                             |                                     | 사이토 케이코                       | 사이토 케이코                       |
| 작화 감독                       | 쿠즈나 켄이치                  | 쿠즈나 켄이치                  | 카토 후미 야마시타 신고 나마타메 야스히로 | 사이토 케이코 후쿠다 노리유키       | 카마다 히토시                       | 사이토 케이코 사쿠라이 코노미       |
| 미술 감독                       | 타케다 유스케, 오카모토 하루미 | 타케다 유스케, 오카모토 하루미 | 타케다 유스케, 오카모토 하루미            | 야치 키요타카                       |                                     |                                     |
| 색채 설계 (제3~6권은 색채 설정) | 키무라 사토코                  | 키무라 사토코                  | 키무라 사토코                             | 키무라 사토코                       | 키무라 사토코                       | 키무라 사토코                       |
| 촬영 감독                       | 마츠키 다이스케                | 마츠키 다이스케                | 마츠키 다이스케                           | 마츠키 다이스케                     | 마츠키 다이스케                     | 마츠키 다이스케                     |
| 편집                            | 히로세 키요시                  | 히로세 키요시                  | 히로세 키요시                             | 히로세 키요시                       | 히로세 키요시                       | 히로세 키요시                       |
| 음향 감독                       | 모리시타 히로토                | 모리시타 히로토                | 모리시타 히로토                           | 모리시타 히로토                     | 모리시타 히로토                     | 모리시타 히로토                     |
| 음악                            | 요다 노부타카                  | 요다 노부타카                  | 요다 노부타카                             | 사이토 유야 우에다 린코 하루키 네루 | 사이토 유야 우에다 린코 하루키 네루 | 사이토 유야 우에다 린코 하루키 네루 |
| 음악 프로듀서                   | 요다 노부타카                  | 요다 노부타카                  | 요다 노부타카                             | 사이토 유야                         | 사이토 유야                         | 사이토 유야                         |
| 음악 제작                       | 10GAUGE                        | 10GAUGE                        | 10GAUGE                                   | Sound Drive                         | Sound Drive                         | Sound Drive                         |
| 프로듀서                        | 나가이 오사무                  | 나가이 오사무                  | 山田太ろう                                | 守屋昌治 (애니메이션)               | 守屋昌治 (애니메이션)               | 守屋昌治 (애니메이션)               |
| 애니메이션 제작                 | 훗즈 엔터테인먼트              | 훗즈 엔터테인먼트              | marone                                    | GONZO                               | GONZO                               | 스튜디오 KAI                        |
| 제작                            | OOZ Inc.                       | OOZ Inc.                       | OOZ Inc.                                  | OOZ Inc.                            | OOZ Inc.                            | OOZ Inc.                            |

### 주제가
シロツメクサ
제1화 엔딩 테마. 노래는 호리 쿄코(세토 아사미).
雨音
제2화 엔딩 테마. 노래는 미야무라 이즈미(마츠오카 요시츠구).
知らない世界
제3화 엔딩 테마. 노래는 호리 쿄코(세토 아사미).
向日葵
제4화 엔딩 테마. 노래는 미야무라 이즈미(마츠오카 요시츠구).
軌跡
제5화 엔딩 테마. 노래는 호리 쿄코(세토 아사미).
優しい歌
제6화 엔딩 테마. 노래는 호리 쿄코(세토 아사미).

## TV 애니메이션
《호리미야》를 원작으로 한 텔레비전 애니메이션이, 2021년 1월부터 4월까지 TOKYO MX 등에서 방송되었다.
2023년 7월부터 9월까지 본편 애니메이션 내에서 그려지지 않은 에피소드를 주체로 하는 신작 애니메이션 《호리미야 -piece-》가 방송되었다.

### 스태프
|                     | 제1기                                                          | 제2기                                                          |
| ------------------- | -------------------------------------------------------------- | -------------------------------------------------------------- |
| 원작                | HERO, 하기와라 다이스케                                        | HERO, 하기와라 다이스케                                        |
| 감독                | 이시하마 마사시                                                | 이시하마 마사시                                                |
| 시리즈 구성         | 요시오카 타카오                                                | 요시오카 타카오                                                |
| 캐릭터 디자인       | 이이즈카 하루코                                                | 이이즈카 하루코                                                |
| 색채 설계           | 요코타 아스카                                                  | 요코타 아스카                                                  |
| 미술 설정           | 쿠사나기, 이라나미 리사                                        | 쿠사나기, 이라나미 리사                                        |
| 미술 감독           | 모리야스 야스나오, 우스이 히사요                               | 모리야스 야스나오, 우스이 히사요                               |
| 촬영 감독           | 사쿠마 유야                                                    | 사쿠마 유야                                                    |
| CG 디렉터           | 미야치 카츠아키                                                | 토오야 미노루                                                  |
| 편집                | 키무라 요시아키                                                | 키무라 요시아키                                                |
| 음향 감독           | 아케타가와 진                                                  | 아케타가와 진                                                  |
| 음악                | 요코야마 마사루                                                | 요코야마 마사루                                                |
| 음악 디렉터         | 이와사키 미츠오                                                |                                                                |
| 프로듀서            | 오다기리 나루미, 마에다 토시히로, 후지무라 토모코, 카와나 유타 | 오다기리 나루미, 마에다 토시히로, 후지무라 토모코, 카와나 유타 |
| 프로듀서            | 마에사카 에이지, 카네니와 코즈에                               | 우치바야시 히로미치, 미우라 후미                               |
| 애니메이션 프로듀서 | 이토 타이토                                                    | 이토 타이토                                                    |
| 제작총괄            | 시미즈 아키라, 이와타 미키히로                                 | 시미즈 아키라, 이와타 미키히로                                 |
| 애니메이션 제작     | CloverWorks                                                    | CloverWorks                                                    |
| 제작                | 호리미야 제작위원회                                            | 호리미야 -piece- 제작위원회                                    |

### 주제가
색향수(色香水)
카미야마 요우가 작사·작곡·가창한 제1기 오프닝 테마.
약속(約束)
프렌즈가 편곡·가창한 제1기 엔딩 테마. 작사는 오카모토 에미, 작곡은 히로세 히로세.
행복(幸せ)
Omoinotake에 의한 제2기 오프닝 테마. 작사는 후쿠시마 토모아키, 작곡은 후지이 레오, 편곡은 Omoinotake, 이시이 코헤이.
URL
사카구치 아미가 작사·작곡·가창을 맡은 제2기 엔딩 테마. 편곡은 Naoki Itai.
해골 닌자 코노하(ドグロニンジャコノハ)
코노 사쿠라(콘도 레이나), 야나기 아카네(후쿠야마 준)에 의한 제2기 제7화 엔딩 테마. 작사는 HERO, 작곡은 마츠시타 히데키, 편곡은 오오쿠보 토모히로.

### 방영 목록
| 화수    | 제목                                                       | 각본              | 그림 콘티                         | 연출                                        | 작화 감독 | 총작화 감독     | 총작화 감독                             | 방송일          |
| 제1기   | 제1기                                                      | 제1기             | 제1기                             | 제1기                                       | 제1기 | 제1기           | 제1기                                   | 제1기           |
| ------- | ---------------------------------------------------------- | ----------------- | --------------------------------- | ------------------------------------------- | --- | --------------- | --------------------------------------- | --------------- |
| page.1  | ほんの、ささいなきっかけで 아주 사소한 계기로              | 요시오카 타카오   | 이시하마 마사시                   | 이시하마 마사시                             | 시미즈 유스케 노노시타 이오리 하세가와 미치오 코이즈미 하츠에                                                                     | 이이즈카 하루코 | 시미즈 유미                             | 2021년 1월 10일 |
| page.2  | 顔は、ひとつだけじゃない。 얼굴은 하나만이 아니다          | 나가이 치아키     | 오쿠다 요시코                     | 오쿠다 요시코                               | 카와이 타쿠야 | 이이즈카 하루코 | 타카다 아키라                           | 1월 17일        |
| page.3  | だから、大丈夫。 그러니까 괜찮아                           | 요시오카 타카오   | 오오하시 카즈키                   | 코다마 료                                   | 이토 카오리 오오츠카 야에 타카무라 카오루 타무라 사토미 미우라 류                                                                 | 이이즈카 하루코 | 시미즈 유미                             | 1월 24일        |
| page.4  | 誰も、誰かが好きなんだ。 누구나 누군가를 좋아한다          | 요시오카 타카오   | 시바타 아키히사                   | 시바타 아키히사                             | 이시카와 토모미 아쿠사와 토모에                                                                                                   | 이이즈카 하루코 | 타카다 아키라                           | 1월 31일        |
| page.5  | それは、言えないこと。 그건 말할 수 없는 것                | 히라바야시 사와코 | 이마이 유키코                     | 이마이 유키코                               | 시미즈 유스케 노노시타 이오리 김진영                                                                                              | 이이즈카 하루코 | 시미즈 유미                             | 2월 7일         |
| page.6  | 今年の夏は、あついから。 올해 여름은 더우니까              | 요시오카 타카오   | 사사키 시노부                     | 사사키 시노부                               | 타무라 사토미 이토 카오리 타카무라 카오루                                                                                         | 이이즈카 하루코 | 타카다 아키라                           | 2월 14일        |
| page.7  | 君がいて、僕がいて。 네가 있고 내가 있고                   | 나가이 치아키     | 오쿠다 요시코                     | 오쿠다 요시코                               | 카와이 타쿠야 시미즈 유스케 | 이이즈카 하루코 | 시미즈 유미                             | 2월 21일        |
| page.8  | 偽ることで、みえるもの。 속여서 보이는 것                  | 히라바야시 사와코 | 코다마 료                         | 코다마 료                                   | 미우라 류 | 이이즈카 하루코 | -                                       | 2월 28일        |
| page.9  | 難しいけど、無理じゃない。 어렵지만 무리는 아니야          | 요시오카 타카오   | 마츠바야시 타다히토               | 마츠바야시 타다히토                         | 야마무라 토시유키 아미 케이노스케                                                                                                 | 이이즈카 하루코 | 오가타 히로미                           | 3월 7일         |
| page.10 | いつか、雪が溶けるまで。 언젠가 눈이 녹을 때까지           | 히라바야시 사와코 | 야마모토 요스케                   | 야마모토 요스케                             | 야에가시 요헤이 사토 아야코 | 이이즈카 하루코 | 시미즈 유미                             | 3월 14일        |
| page.11 | 嫌い嫌いも、ウラがある。 싫은 것도 이유가 있다             | 나가이 치아키     | 에지마 야스오                     | 에지마 야스오                               | 카와이 타쿠야 시미즈 유스케 카토 아스미 이토 카오리                                                                               | 이이즈카 하루코 | 타카다 아키라                           | 3월 21일        |
| page.12 | これまでも、そして これからも。 지금까지도 그리고 앞으로도 | 나가이 치아키     | 오쿠다 요시코 이타이 히로키       | 코다마 료 카타오카 후미아키 이시하마 마사시 | 김명희 아쿠사와 토모에 오가사와라 유우 고토 요리코 야마무라 토시유키 아미 케이노스케                                              | 이이즈카 하루코 | 오가타 히로미                           | 3월 28일        |
| page.13 | せめて、この大空を。 하다못해 이 넓은 하늘을               | 요시오카 타카오   | 이시하마 마사시                   | 이시하마 마사시                             | 시미즈 요이치 시미즈 유스케 미우라 류 카와이 타쿠야 하세가와 미치오 고토 요리코 이토 카오리 카토 아스미 오가사와라 유우 코다마 료 | 이이즈카 하루코 | 시미즈 유미 오가타 히로미 타카다 아키라 | 4월 4일         |
| 제2기   |                                                            |                   |                                   |                                             | |                 |                                         |                 |
| page.1  | 修学旅行 수학여행                                          | 요시오카 타카오   | 이시하마 마사시                   | 이시하마 마사시                             | 오가타 히로미 타무라 사토미 아쿠사와 토모에                                                                                       | 이이즈카 하루코 | 오가타 히로미                           | 2023년 7월 1일  |
| page.2  | 調理実習 조리 실습                                         | 나가이 치아키     | 시바타 아키히사                   | 시바타 아키히사                             | 미우라 류 야스도메 마사야 | 이이즈카 하루코 | 사노 타카오                             | 7월 8일         |
| page.3  | 体育祭 체육대회                                            | 히라바야시 사와코 | 오카다 켄지로                     | 오카다 켄지로                               | 타키하라 미키 이토 미나 타카하시 미치코 시미즈 유스케                                                                             | 이이즈카 하루코 | 시미즈 유스케                           | 7월 15일        |
| page.4  | 堀こたつ 호리 코타츠                                       | 요시오카 타카오   | 나카무라 쇼코                     | 코다마 료                                   | 시미즈 요이치 고토 요리코 타카무라 카오리                                                                                         | 이이즈카 하루코 | 타카다 아키라                           | 7월 22일        |
| page.5  | 井浦 이우라                                                | 나가이 치아키     | 에지마 야스오                     | 에지마 야스오                               | 카토 아스미 이은지 이민절 김명희 이신영                                                                                           | 이이즈카 하루코 | 사노 타카오                             | 7월 29일        |
| page.6  | お泊り会 파자마 파티                                       | 히라바야시 사와코 | 쿠로키 미유키                     | 오노 쇼고 이카리 유이                       | 우시오 유이 이토 카오리 아쿠사와 토모에                                                                                           | 이이즈카 하루코 | 타카다 아키라                           | 8월 5일         |
| page.7  | 友達 친구                                                  | 요시오카 타카오   | 이시하마 마사시                   | 이시하마 마사시                             | 야스도메 마사야 후지사와 토시유키 시미즈 요이치 미우라 류 오가사와라 유우 고토 요리코                                             | 이이즈카 하루코 | 오가타 히로미                           | 8월 12일        |
| page.8  | 柳くん 야나기 군                                           | 나가이 치아키     | 이후쿠 카쿠시                     | 이후쿠 카쿠시                               | 쿠리하라 유우 후지사와 토시유키 미우라 류 오가사와라 유우                                                                         | 이이즈카 하루코 | 사노 타카오                             | 8월 19일        |
| page.9  | 先生 선생님                                                | 히라바야시 사와코 | 오오시마 히로유키                 | 타카하시 준                                 | 이은지 김수민 김명희 | 이이즈카 하루코 | 오가타 히로미                           | 8월 26일        |
| page.10 | やきもち 질투                                              | 요시오카 타카오   | 시바타 아키히사 오오시마 히로유키 | 시바타 아키히사                             | 타카하시 미치코 이토 미나 시미즈 유스케 타키하라 미키 코케츠 마스미 사토 후미아키                                                 | 이이즈카 하루코 | 시미즈 유스케                           | 9월 2일         |
| page.11 | チョコレート 초콜릿                                        | 나가이 치아키     | 이와오카 유메코                   | 무카이야마 타즈미                           | 우시오 유이 야스도메 마사야 시미즈 요이치 아쿠사와 토모에 이토 미나                                                               | 이이즈카 하루코 | 타카다 아키라                           | 9월 9일         |
| page.12 | 堀家 호리 가문                                             | 히라바야시 사와코 | 타카하시 히데토시                 | 에지마 야스오                               | 모리타 유시 후지사와 토시유키 오가사와라 유우 야스도메 마사야 김명희 이은지 김수민                                                | 이이즈카 하루코 | 오가타 히로미 사노 타카오               | 9월 16일        |
| page.13 | 卒業 졸업                                                  | 요시오카 타카오   | 이시하마 마사시                   | 이시하마 마사시                             | 미우라 류 이토 카오리 사토 후미아키 오오노 츠토무                                                                                 | 이이즈카 하루코 | 시미즈 유스케 타카다 아키라             | 9월 23일        |

## TV 드라마
《호리미야》를 원작으로 한 텔레비전 드라마가, 2021년 2월 17일부터 3월 31일까지 마이니치 방송의 심야 드라마 시간대 브랜드 '드라마이즘'에서 방송했다. 주연은 스즈카 오지, 쿠보타 사유.

### 내용주
1. ↑  애니플렉스, my theater D.D., 스퀘어 에닉스, MBS, 무빅, 카네츠 인베스트먼트, 글로벌 솔루션즈, 미래공장
2. ↑  애니플렉스, 스퀘어 에닉스, MBS, 무빅, 카네츠 인베스트먼트, 글로벌 솔루션즈, 미래공장

### 참조주
1. ↑  “HERO「堀さんと宮村くん」作画新たに迎えGファンで始動”. 《コミックナタリー》. 2011년 10월 20일. 2021년 7월 16일에 확인함.
2. ↑  “監督生は剣道男子？「ツイステ」本編コミカライズが開幕、「ホリミヤ」は最終回”. 《コミックナタリー》. 2021년 3월 18일. 2021년 7월 16일에 확인함.
3. ↑  “【smash. 3月後半ラインナップ】K-POPグループ「Stray Kids」日本デビュー1周年を記念したオンラインファンミーティングの独占配信や乃木坂46による新作バラエティシリーズが登場。”. 《時事ドットコム》. 2021년 3월 15일. 2021년 6월 2일에 원본 문서에서 보존된 문서. 2021년 5월 31일에 확인함.
4. 1 2 3 4 5 6 7 8  《월간 G 판타지》 2012년 8월호.
5. 1 2 3  “「ホリミヤ」2021年1月にTVアニメ化!堀さん役は戸松遥、宮村くん役は内山昂輝”. 《코믹 나탈리》. 2020년 9월 18일. 2020년 9월 18일에 확인함.
6. 1 2 3 4  “ホリミヤ：アニメ化も話題の人気ラブコメ 鈴鹿央士&久保田紗友で実写化 22歳、気鋭の監督・松本花奈参加”. 《MANTANWEB》. 2020년 11월 23일. 2020년 11월 23일에 확인함.
7. 1 2  “「ホリミヤ」石川&由紀映した第2弾PV公開、キャストは山下誠一郎&小坂井祐莉絵”. 《코믹 나탈리》. 2020년 10월 19일. 2020년 10월 19일에 확인함.
8. 1 2 3  “「ホリミヤ」追加キャストに岡本信彦、M・A・O、近藤玲奈!第3弾PVも公開”. 《코믹 나탈리》. 2020년 11월 2일. 2020년 11월 2일에 확인함.
9. 1 2 3 4 5 6 7  “ホリミヤ：テレビアニメの追加キャストに山下大輝、福山潤、八代拓、千葉翔也 新ビジュアルも”. 《MANTANWEB》. 2020년 11월 23일. 2020년 11월 23일에 확인함.
10. 1 2 3 4  “「ホリミヤ -piece-」仙石父役は浪川大輔　キービジュ・本PV・主題歌情報など公開”. 《コミックナタリー》. 2023년 6월 2일. 2023년 6월 2일에 확인함.
11. ↑  “堀さんと宮村くん 1”. スクウェア・エニックス. 2021년 7월 18일에 확인함.
12. ↑  “堀さんと宮村くん 2”. スクウェア・エニックス. 2021년 7월 18일에 확인함.
13. ↑  “堀さんと宮村くん 3”. スクウェア・エニックス. 2021년 7월 18일에 확인함.
14. ↑  “堀さんと宮村くん 4”. スクウェア・エニックス. 2021년 7월 18일에 확인함.
15. ↑  “堀さんと宮村くん 5”. スクウェア・エニックス. 2021년 7월 18일에 확인함.
16. ↑  “堀さんと宮村くん 6”. スクウェア・エニックス. 2021년 7월 18일에 확인함.
17. ↑  “堀さんと宮村くん 7”. スクウェア・エニックス. 2021년 7월 18일에 확인함.
18. ↑  “堀さんと宮村くん 8”. スクウェア・エニックス. 2021년 7월 18일에 확인함.
19. ↑  “堀さんと宮村くん 9”. スクウェア・エニックス. 2021년 7월 18일에 확인함.
20. ↑  “堀さんと宮村くん 10”. スクウェア・エニックス. 2021년 7월 18일에 확인함.
21. ↑  “堀さんと宮村くん おまけ 1”. スクウェア・エニックス. 2021년 7월 18일에 확인함.
22. ↑  “堀さんと宮村くん おまけ 2”. スクウェア・エニックス. 2021년 7월 18일에 확인함.
23. ↑  “堀さんと宮村くん おまけ 3”. スクウェア・エニックス. 2021년 7월 18일에 확인함.
24. ↑  “堀さんと宮村くん おまけ 4”. スクウェア・エニックス. 2021년 7월 18일에 확인함.
25. ↑  “堀さんと宮村くん おまけ 5”. スクウェア・エニックス. 2021년 7월 18일에 확인함.
26. ↑  “堀さんと宮村くん おまけ 6”. スクウェア・エニックス. 2021년 7월 18일에 확인함.
27. ↑  “堀さんと宮村くん おまけ 7”. スクウェア・エニックス. 2021년 7월 18일에 확인함.
28. ↑  “堀さんと宮村くん おまけ 8”. スクウェア・エニックス. 2021년 7월 18일에 확인함.
29. ↑  “堀さんと宮村くん おまけ 9”. スクウェア・エニックス. 2021년 7월 18일에 확인함.
30. ↑  “堀さんと宮村くん おまけ 10”. スクウェア・エニックス. 2021년 7월 18일에 확인함.
31. ↑  “堀さんと宮村くん おまけ 11”. スクウェア・エニックス. 2021년 7월 18일에 확인함.
32. ↑  “堀さんと宮村くん おまけ 12”. スクウェア・エニックス. 2021년 7월 18일에 확인함.
33. ↑  “堀さんと宮村くん おまけ 13”. スクウェア・エニックス. 2021년 7월 18일에 확인함.
34. ↑  “堀さんと宮村くん おまけ 14”. スクウェア・エニックス. 2021년 7월 18일에 확인함.
35. ↑  “堀さんと宮村くん おまけ 15”. スクウェア・エニックス. 2021년 7월 18일에 확인함.
36. ↑  “ホリミヤ 1”. スクウェア・エニックス. 2021년 7월 18일에 확인함.
37. ↑  “ホリミヤ 2”. スクウェア・エニックス. 2021년 7월 18일에 확인함.
38. ↑  “ホリミヤ 3”. スクウェア・エニックス. 2021년 7월 18일에 확인함.
39. ↑  “ホリミヤ 4”. スクウェア・エニックス. 2021년 7월 18일에 확인함.
40. ↑  “ホリミヤ 5”. スクウェア・エニックス. 2021년 7월 18일에 확인함.
41. ↑  “ホリミヤ 6”. スクウェア・エニックス. 2021년 7월 18일에 확인함.
42. ↑  “ホリミヤ 7”. スクウェア・エニックス. 2021년 7월 18일에 확인함.
43. ↑  “ホリミヤ 8”. スクウェア・エニックス. 2021년 7월 18일에 확인함.
44. ↑  “ホリミヤ 9”. スクウェア・エニックス. 2021년 7월 18일에 확인함.
45. ↑  “ホリミヤ 10”. スクウェア・エニックス. 2021년 7월 18일에 확인함.
46. ↑  “ホリミヤ 11”. スクウェア・エニックス. 2021년 7월 18일에 확인함.
47. ↑  “ホリミヤ 12”. スクウェア・エニックス. 2021년 7월 18일에 확인함.
48. ↑  “ホリミヤ 13”. スクウェア・エニックス. 2021년 7월 18일에 확인함.
49. ↑  “ホリミヤ 14”. スクウェア・エニックス. 2021년 7월 18일에 확인함.
50. ↑  “ホリミヤ 15”. スクウェア・エニックス. 2021년 7월 18일에 확인함.
51. ↑  “ホリミヤ 16”. スクウェア・エニックス. 2021년 7월 18일에 확인함.
52. ↑  “ホリミヤ 17 A piece of memories”. スクウェア・エニックス. 2023년 7월 18일에 확인함.
53. 1 2  “「ホリミヤ」約2年ぶりの新刊、HEROの書き下ろしストーリー含む新エピソード4本”. 《コミックナタリー》 (ナターシャ). 2023년 7월 18일. 2023년 7월 18일에 확인함.
54. ↑  “ホリミヤ 17 A piece of memories 特装版 メモリアルブック bonus track”. スクウェア・エニックス. 2023년 7월 18일에 확인함.
55. ↑  “ホリミヤ画集 卒アル”. スクウェア・エニックス. 2021년 7월 18일에 확인함.
56. ↑  HERO. “おしらせなど | 映像”. 《読解アヘン》. 2021년 2월 7일에 확인함.
57. ↑  Yamada_YMD_Taro의 트윗 (212971235443879936)
58. 1 2  “アニメ「ホリミヤ」本PV公開！オープニングは神山羊、エンディングはフレンズに決定”. 《코믹 나탈리》. 2020년 12월 21일에 확인함.